# Radialbohrmaschine

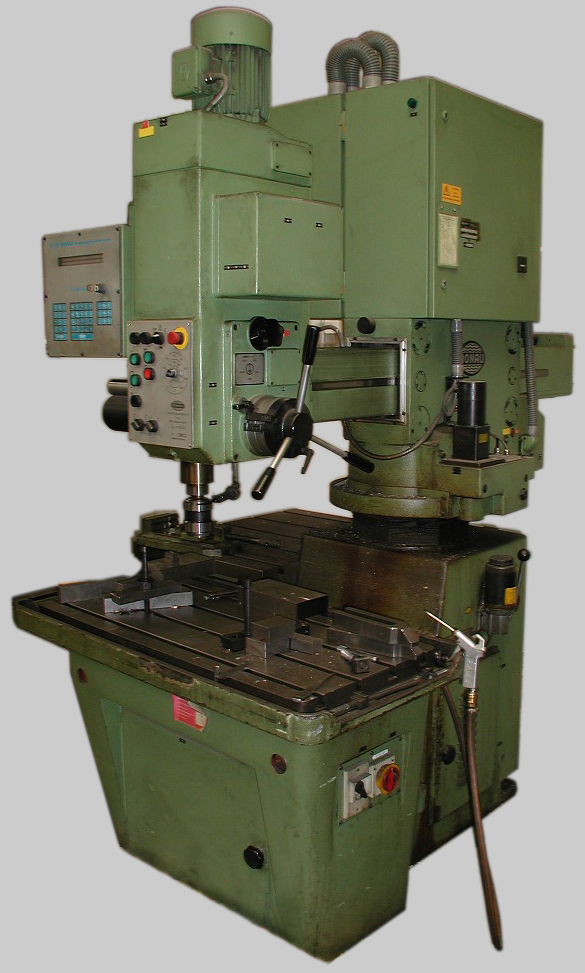
Eine Schnellradialbohrmaschine mit NC-Steuerung.

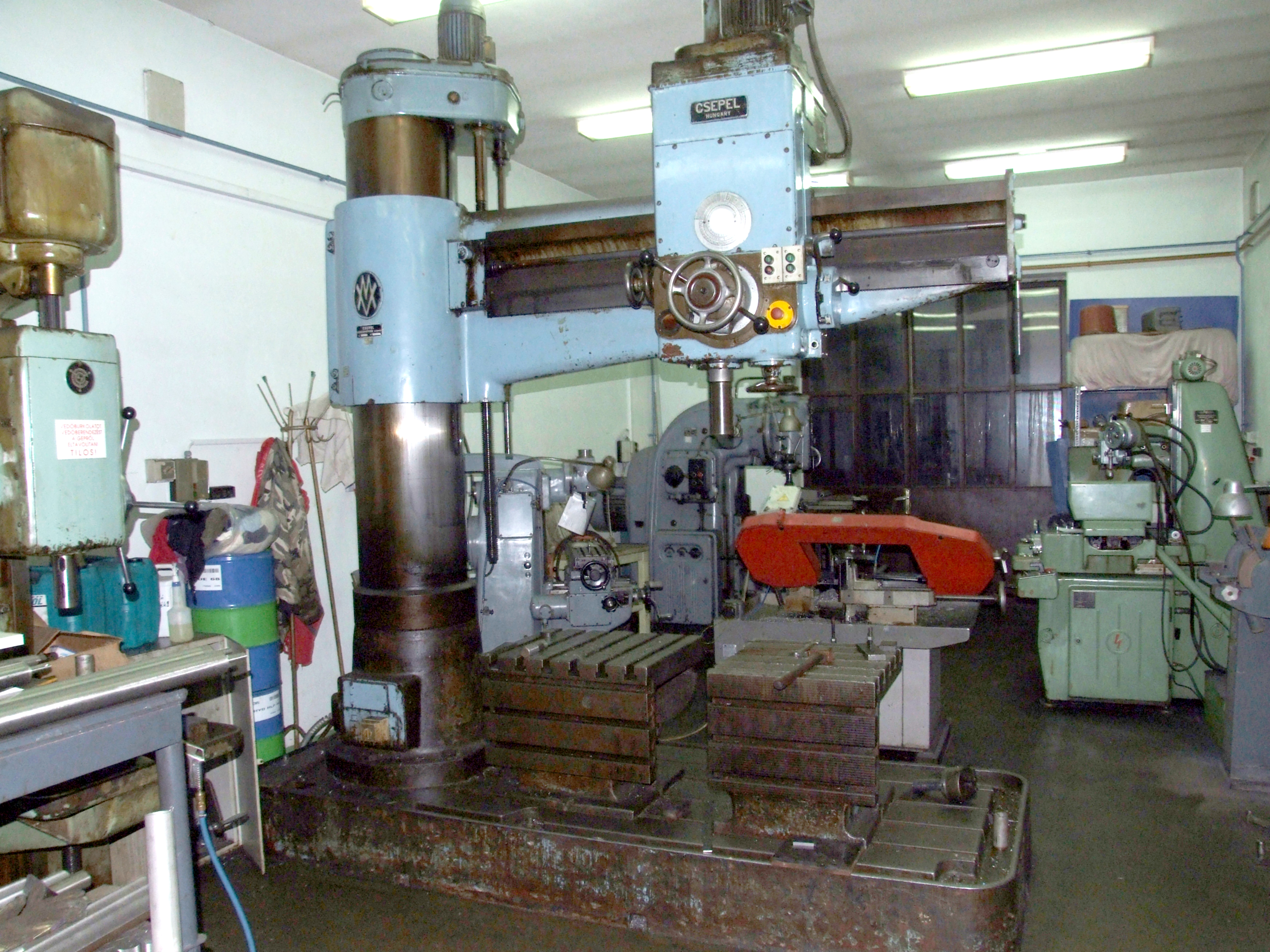
Eine klassische Radialbohrmaschine.

Eine Radialbohrmaschine, auch Schwenk- , Ausleger- oder Kranbohrmaschine genannt, ist eine meist fest installierte Bohrmaschine. Sie besteht aus einer Grundplatte, einer Säule, einem Ausleger und der Bohrspindel, deren Drehzahl manchmal stufenlos einstellbar ist oder über ein Getriebe eingestellt wird. Die Aufnahme der Werkzeuge erfolgt über einen Morsekegel oder ein Bohrfutter. Radialbohrmaschinen eignen sich vor allem durch ihre Bauweise besonders für sperrige, voluminöse und schwere Werkstücke.

## Aufbau
Die klassische Radialbohrmaschine besitzt eine Grundplatte, deren Spannfläche sich möglichst nahe am Boden befindet. Ihre Innensäule ist auf der Grundplatte befestigt. Eine Mantelsäule ist wiederum auf die Innensäule aufgesetzt. Auf dieser Mantelsäule sitzt ein Hubgehäuse, das zur Auf- und Abbewegung des Auslegers eine Hubspindel betätigt. Der Ausleger ist nahezu 360° schwenkbar und besitzt eine Schwalbenschwanzführung auf dem der Bohrschlitten sitzt. Moderne Maschinen können außerdem über eine NC- oder CNC-Steuerung verfügen, so dass sich Bohrmuster programmieren und anfahren lassen. Die Programmierung erfolgt dabei über kartesische Koordinaten, welche von der Steuerung in Polarkoordinaten umgewandelt werden. Seit Anfang der 1960er Jahre gibt es auch so genannte Schnellradialbohrmaschinen. Diese unterscheiden sich grundsätzlich dahin, dass der Ausleger horizontal per Hand betätigt, der Bohrkopf am Ende des Auslegers befestigt und die Grundplatte durch einen Maschinentisch in ergonomischer Bauhöhe ersetzt wurde.

## Einsatz im 21. Jahrhundert
Radialbohrmaschinen wurden vom Anfang der Industrialisierung bis hin zum Ende des 20. Jahrhunderts als Produktionsmaschinen zur Zerspanung vor allem von Metallen im Werkzeug und Formenbau verwendet. Zur Zeit des Wirtschaftswunders gab es noch viele Radialbohrmaschinen-Hersteller in Deutschland (z. B. Donau, GILLARDON, RABOMA, Weyrauch, WMW), heute produzieren davon nur noch die Firmen Donau, GILLARDON und Weyrauch. Durch die Einführung von numerisch gesteuerten Maschinen (NC-Maschinen) wurde die Radialbohrmaschine letztendlich Ende des 20. Jahrhunderts für die Serienfertigung obsolet. Heute werden diese Maschinen hauptsächlich in der Einzelteilfertigung und in der Ausbildung eingesetzt, hierbei sinkt der Anspruch an die Qualität der Radialbohrmaschinen. Die meisten der heute verkauften Maschinen werden in Asien produziert.